# PmWiki
PmWiki è un software lato server basato sulla filosofia wiki, scritto in PHP e utilizzabile senza database: i dati inseriti vengono infatti gestiti dal file system. Il software è distribuito sotto licenza GNU GPL.